# Leslie Carter
Leslie Barbara Carter (Tampa, Florida, 1986. június 6. – Westfield, New York, 2012. január 31.) amerikai énekesnő, Nick Carter és Aaron Carter testvére.

## Élete
Leslie Carter Elizabeth (született Spaulding) és Robert Gene Carter lányaként született Floridában. Két testvére, Nick Carter és Aaron Carter szintén énekesi pályán mozog. Annak ellenére, hogy nem akart testvérei árnyékában élni, ő is énekelni kezdett. 2000-ben felvett egy lemezt a DreamWorks cégnél, de (nem tudni mi okból) a lemezt sosem adták ki hivatalosan, csupán egy internetes webáruházból lehetett megvásárolni dalonként. A lemezről egyetlen dal vált híressé. Ez a Like Wow, amely még a 2001-es Shrek című animációs filmben is hallható.
Nem sokkal később együttest alapított, melynek többek között tagja volt Jason Eldon, és Sean Smit is. A Myspace-en jelentették be, hogy együtt dolgoznak, de nem sokkal később már azt írták, hogy feloszlanak, mert nem tudnak együtt dolgozni.
Az igazi sikert (amit rajongói szerint nagyon is megérdemelt volna), sosem érte el. A Like Wow című dalán kívül egyetlen dala sem vált híressé, élete végig a "Carter testvérek húga"-ként volt ismert.
2008-ban hozzáment Mike Asthonhoz, akitől 2011. április 1-jén megszületett kislánya, Alyssa Jane Ashton. Ezt követően Floridából Toronto-ba költöztek.
Gyermeke születése után nem folytatta az éneklést, és televíziós műsorokban is csak ritkán volt látható.

## Halála
2012. január 31-én holtan találták New York-ban. Mivel nem volt ismert betegsége és sosem élt önpusztító életmódot, halála váratlan tényként hatott. Halála okaként először öngyilkosságot gyanítottak, mivel az elsődleges vizsgálatok szerint az énekesnő olanzapin, alprazolám és ciklobenzaprin gyógyszerek túladagolásába halt bele. Ekkora mennyiségű gyógyszer véletlenül nem kerülhet emberi szervezetbe, így az öngyilkosság ténye ezen információk nyilvánosságra hozatala után bizonyosságot nyert. Azt, hogy mi állhatott öngyilkosságának hátterében nem tudni, boldog házasságban élt.

## Diszkográfia
Stúdióalbum
2000 - Like Wow (hivatalosan kiadatlan)
Kislemezek
- 2000 - I Need To Hear It From You (promo kislemez)
- 2000 - Like Wow - #99. US